# ستایش (مجموعه تلویزیونی)
ستایش یک مجموعه تلویزیونی ایرانی به کارگردانی سعید سلطانی، نویسندگی سعید مطلبی و تهیه‌کنندگی آرمان زرین‌کوب است که در سه فصل و از ۱۲ آذر ۱۳۸۹ تا ۷ آبان ۱۳۹۸ از شبکه سه سیما پخش شده است. به گفته کارگردان این مجموعه بانی و طراح این سریال ایرج قادری بوده‌است.

## داستان

### فصل اول
سریال ستایش، قصهٔ دختر جوانی به نام ستایش را روایت می‌کند که برای نجات برادرش از خطری که در پی فرار او از خدمت سربازی وی را تهدید می‌کند، به دوست برادر خود، طاهر فردوس پناه برده و با تمهیداتی برادرش را راهی مرز می‌نماید. محمد، برادر ستایش در مرز کشته شده و طاهر به زندان می‌افتد. در نهایت با رضایت خانوادهٔ محمد، طاهر از زندان آزاد شده و از آنجایی که مجذوب و شیفتهٔ ستایش شده بود، علی‌رغم مخالفت خانوادهٔ خود و خانوادهٔ ستایش و با وجود میل باطنی ستایش، با او ازدواج نموده و صاحب دو فرزند دختر و پسر می‌شود و...

### فصل دوم
در فصل دوم این مجموعه، ستایش با دو فرزند خود نازگل و محمد و با فامیلی مستعار رودباری (به‌جای فردوس) و پس از گذشت ۲۲ سال از آن قضایا در منطقه‌ای در شمال کشور زندگی می‌کند و صاحب رستورانی محبوب در میان مردم است. پسر او محمد ماهی‌فروشی دارد و با موتورش ماهی‌ها را به خانه مشتریان می‌برد. به‌صورت اتفاقی حشمت فردوس که با خانواده‌اش به ویلایشان در شمال آمده‌اند، از محمد ماهی می‌خرد و....

### فصل سوم
در فصل سوم، حشمت فردوس که به‌دنبال بازیابی اعتبار از دست رفته‌اش است، به‌واسطهٔ نوه‌اش محمد، به ستایش نزدیک و در خانهٔ او ساکن می‌شود. صابر که از رفتارش با حشمت پشیمان است، با نقشهٔ پری‌سیما کشته می‌شود و پری‌سیما صاحب همهٔ اموال حشمت فردوس می‌شود و...

## بازیگران
| داریوش ارجمند     | حشمت فردوس                  | آری | آری | آری |
| نرگس محمدی        | ستایش نادری                 | آری | آری | آری |
| سیما تیرانداز     | انیس صفایی                  | آری | آری | آری |
| مهدی پاکدل        | طاهر فردوس                  | آری | نه  | نه  |
| مهدی سلوکی        | محمد فردوس (محمد رودباری)   | نه  | آری | آری |
| مهدی سلوکی        | محمد نادری                  | آری | نه  | نه  |
| محمود عزیزی       | محمود نادری                 | آری | نه  | نه  |
| رامسین کبریتی     | صابر فردوس                  | آری | آری | نه  |
| فریبا نادری       | پری‌سیما صفایی               | نه  | آری | آری |
| حدیث میرامینی     | نازگل فردوس (فاطمه رودباری) | نه  | آری | نه  |
| لاله مرزبان       | نازگل فردوس (فاطمه رودباری) | نه  | نه  | آری |
| جمشید مشایخی      | خان بهادر اکبرآبادی         | آری | نه  | نه  |
| گوهر خیراندیش     | زعفران باجی                 | آری | نه  | نه  |
| شیوا خنیاگر       | عاطفه قاسمی (عاطی)          | آری | نه  | نه  |
| اکرم محمدی        | خانم بزرگ                   | نه  | نه  | آری |
| زهرا سعیدی        | نرگس اکبرآبادی              | آری | نه  | نه  |
| قربان نجفی        | جواد صفایی                  | آری | آری | آری |
| امیرمحمد زند      | محسن وحیدی                  | نه  | آری | آری |
| مهدی میامی        | غلام غلامی                  | آری | نه  | آری |
| شایسته ایرانی     | زیور                        | آری | نه  | نه  |
| نرگس امینی        | زیور                        | نه  | آری | آری |
| فریبا طالبی       | رعنا فردوس                  | نه  | آری | نه  |
| مهرنوش ستاری      | رعنا فردوس                  | نه  | نه  | آری |
| نازلی رجب‌پور      | لیلی (لیلا) فردوس           | نه  | آری | نه  |
| نگار جوکار        | لیلی (لیلا) فردوس           | نه  | نه  | آری |
| آتش تقی‌پور        | حاج یوسف کریمی              | نه  | آری | آری |
| سعید پیردوست      | سعید وحیدی                  | نه  | آری | آری |
| صفا آقاجانی       | جهان‌تاج                     | نه  | آری | آری |
| شیما بخشنده       | عاطفه                       | آری | نه  | نه  |
| شهناز شهبازی      | عاطفه                       | نه  | آری | نه  |
| کریم قربانی       | متصدی کارخانه               | آری | نه  | نه  |
| کریم قربانی       | فاضل کسمایی                 | نه  | نه  | آری |
| رابعه اسکویی      | مریم                        | آری | نه  | نه  |
| نادر سلیمانی      | قاسم                        | آری | نه  | نه  |
| امیر آتشانی       | فریدون کوچکی ساحلی          | آری | نه  | نه  |
| مهوش وقاری        | ژاله                        | آری | نه  | نه  |
| پروین ملکی        | همسر کریم مشکین‌آبادی        | آری | نه  | نه  |
| مختار سائقی       | شعبانی                      | آری | نه  | نه  |
| فرهاد متقی        | قاسمی                       | آری | نه  | نه  |
| پروین میکده       | مریض بیمارستان              | آری | نه  | نه  |
| مجید شهریاری      | فیاضی                       | آری | نه  | نه  |
| مجید شهریاری      | ابوخالد                     | نه  | نه  | آری |
| قاسم زارع         | سرگرد ابراهیم جعفری         | آری | نه  | نه  |
| ناصر گیتی‌جاه      | مش صفر                      | آری | نه  | نه  |
| محرم زینال‌زاده    | کریم مشکین‌آبادی             | آری | نه  | نه  |
| مسعود ولدبیگی     | دکتر یوسف ملکی              | آری | نه  | نه  |
| سیامک اشعریون     | شمیرانی                     | آری | نه  | نه  |
| کاظم افرندنیا     | قاسم (اکبر بلنده)           | آری | آری | نه  |
| رضا ایرانمنش      | مهندس علیرضا رحمانی         | آری | نه  | نه  |
| آزیتا لاچینی      | حاج خانم                    | آری | نه  | نه  |
| رضا آحادی         | فرامرز                      | آری | نه  | نه  |
| نادر پیرزاده      | امره                        | آری | نه  | نه  |
| اتابک نادری       | سروان                       | آری | نه  | نه  |
| محسن افشار        | سروان                       | آری | نه  | آری |
| اسماعیل سلطانیان  | حسن آقا                     | آری | نه  | نه  |
| فرحناز منافی‌ظاهر  | ملوک خانم                   | آری | نه  | نه  |
| محمد عمرانی       | عمو سبحان                   | آری | نه  | نه  |
| مریم بوبانی       | عمه عزیز                    | آری | نه  | نه  |
| محمدهادی قمیشی    | قاضی                        | آری | نه  | آری |
| سپیده عنایتی      | عروس خان‌بهادر               | آری | نه  | نه  |
| آهو کاظمی         | عروس خان‌بهادر               | آری | نه  | نه  |
| زهرا خضرایی       | گل‌بانو                      | آری | نه  | نه  |
| محمدرضا نجفی      | کاک مراد                    | آری | نه  | نه  |
| جمال انوش         | بنگاه‌دار                    | آری | نه  | نه  |
| کریم بیانی        | محسن                        | آری | نه  | نه  |
| امیرعباس توفیقی   | استوار                      | آری | نه  | نه  |
| حمید جدیدی        | صادق مشکین‌آبادی             | آری | نه  | نه  |
| مجید امیری        | مامور                       | آری | نه  | نه  |
| شهاب عسگری        | فتح‌الله‌خان گله‌داری          | آری | نه  | نه  |
| امید علیمردانی    | رستم                        | نه  | آری | آری |
| فرج‌الله گل‌سفیدی   | ماهی فروش                   | نه  | آری | نه  |
| ساقی زینتی        | اختر                        | نه  | آری | نه  |
| مجید مشیری        | بازپرس                      | نه  | آری | نه  |
| حمیدرضا هدایتی    | دوست حشمت فردوس             | نه  | آری | نه  |
| آتیه جاوید        | شوکت محمدپور                | نه  | آری | نه  |
| سیروس اسنقی       | مرتضی مشیری                 | نه  | آری | نه  |
| صدرا سیدقاسمی     | علی‌مراد                     | نه  | آری | آری |
| سعیده رودبارکی    | دلارام                      | نه  | آری | نه  |
| فهیمه مومنی       | مهری وحیدی                  | نه  | آری | نه  |
| فرهاد جم          | حاج‌آقا بهبودی               | نه  | نه  | آری |
| مهتاج نجومی       | خانم مظفری                  | نه  | نه  | آری |
| شهرام پوراسد      | مهدی مظفری                  | نه  | نه  | آری |
| بهزاد خداویسی     | سرگرد صداقت                 | نه  | نه  | آری |
| کیهان ملکی        | سامان                       | نه  | نه  | آری |
| شهروز ابراهیمی    | فلاحتی                      | نه  | نه  | آری |
| سینا شفیعی        | حمید صناداری                | نه  | نه  | آری |
| کمند امیرسلیمانی  | سارا                        | نه  | نه  | آری |
| رسول نجفیان       | برادر خانم مظفری            | نه  | نه  | آری |
| محمدرضا داوودنژاد | کمال یعقوبی                 | نه  | نه  | آری |
| مریم خدارحمی      | آهو                         | نه  | نه  | آری |
| مینا دلشاد        | عزت                         | نه  | نه  | آری |
| علی میلانی        | علی آقا                     | نه  | نه  | آری |
| مریم نیک‌رفتار     | پرستار                      | آری | نه  | نه  |
| مریم نیک‌رفتار     | گلین                        | نه  | نه  | آری |
| سیروس کهوری‌نژاد   | ناخدا                       | نه  | نه  | آری |
| علی طالب‌لو        | مرادی                       | نه  | نه  | آری |

## پخش

### فصل اول
تولید فصل اول آن از سال ۱۳۸۸ آغاز شد و سال ۱۳۹۰ پایان یافت، پخش آن از ۱۲ آذر ماه ۱۳۸۹ آغاز شد و در ۶ آبان ۱۳۹۰ به پایان رسید.

### فصل دوم
تولید فصل دوم از سال ۱۳۹۱ آغاز شد و سال ۱۳۹۲ به پایان رسید، پخش سری دوم از ۲۷ دی ۱۳۹۲ آغاز گردید و در ۲۴ مرداد ۱۳۹۳ به پایان رسید.

### فصل سوم
تولید فصل سوم پس از ۵ سال در سال ۱۳۹۷ شروع و در همان سال به‌پایان رسید و از ۲۲ شهریور تا ۷ آبان ۱۳۹۸ به‌روی آنتن شبکه سوم سیما رفت.

## انتقادات
سریال بابت مسائل کیفی، مورد انتقاد بسیار قرار گرفت، یکی از این مسائل گریم بازیگر نقش ستایش یعنی نرگس محمدی، بود. انتقادات بابت این بود که گریم چهره او به‌عنوان زنی پا به‌سن گذاشته چندان رضایت‌بخش نبود و برای نشان دادن کهولت سنش به یک عینک و حداقل گریم بسنده شده بود، مسئله ای که در فصل سوم سریال بدتر شد و چهره او که باید زنی سالخورده باشد بدون هیچگونه گریم و چین چروک و نشانی از کهولت سن، به تصویر درآمد، نکته این بود که در فصل سوم دیگر خبری از همان عینک و گریم حداقلی که در فصل قبل وجود داشت نیز نبود، این مسئله بسیار مورد انتقاد قرار گرفت. برخی سریال را «توهین به شعور مخاطب» قلمداد کردند.
در فصل سوم به دلیل مهاجرت رامسین کبریتی که بازیگر نقش صابر در دو فصل قبلی این سریال بود، یاسر حق‌شناس به عنوان بدل نقش او انتخاب شد، اما کوچک‌ترین دیالوگی از او پخش نشد؛ دوربین از نماهایی که زیاد مشخص نبود تصویر وی را به صورت فلو در چند سکانس نشان داد و در نهایت سازندگان سریال با چیدن سناریوی کشته شدن صابر بعد از چند قسمت، مشکل نبودن بازیگر اصلی را به این شیوه حل کردند که مورد انتقاد قرار گرفت.
پس از ساخته شدن فصل سوم، برخی خبرگزاری‌ها معتقد بودند که سطح کیفی سریال تغییری پیدا نکرده و همچون فصل گذشته ضعیف است. این مسئله باعث طرح این پرسش شد که چگونه سریالی با استانداردهایی نازل این چنین مورد توجه عامه قرار می‌گیرد. تحلیل‌های مذکور معتقد بود که سریال فوق به‌لحاظ فرمی در دسته داستان‌های عامه‌پسند قرار می‌گیرد، داستان‌هایی که صرفاً برای سرگرمی ساخته شدند و فاقد پیچیدگی و مفاهیم خاص هستند.

## جوایز و نامزدها
| فصل | سال  | جشنواره               | بخش                                              | نامزد    | نتیجه      | جایزه |
| --- | ---- | --------------------- | ------------------------------------------------ | -------- | ---------- | ----- |
| ۳   | ۱۳۹۹ | بیستمین دوره جشن حافظ | بهترین مجموعه تلویزیونی - آرمان زرین کوب         | نامزدشده | تندیس حافظ |       |
| ۳   | ۱۳۹۹ | بیستمین دوره جشن حافظ | بهترین فیلمنامه تلویزیونی - سعید مطلبی           | نامزدشده | تندیس حافظ |       |
| ۳   | ۱۳۹۹ | بیستمین دوره جشن حافظ | بهترین بازیگر مرد درام تلویزیونی - داریوش ارجمند | نامزدشده | تندیس حافظ |       |
| ۳   | ۱۳۹۹ | بیستمین دوره جشن حافظ | بهترین بازیگر زن درام تلویزیونی - نرگس محمدی     | نامزدشده | تندیس حافظ |       |